# Royaumes goths
Les Royaumes goths désignent les différents emplacements en Europe du Nord, orientale, puis occidentale où se sont succédé en tant que tentatives de sédentarisation des colonnes de peuples en migration sous la souveraineté des Goths. On en trouve en Scandinavie, en Pologne, en Ukraine actuelles pendant l'Antiquité. L'Antiquité tardive, l'empire hunnique en plein acmé pousse les Goths à se séparer et à pactiser avec les Romains afin d'éviter l'assujettissement (subjugation d'un peuple à une culture dominante). Après la disparition de l'empire romain d'Occident, le Ve siècle voit apparaître un royaume ostrogoth à Ravenne dans le nord de la péninsule Italique ainsi qu'un royaume wisigoth  à Toulouse puis Tolède dans les anciennes provinces romaines de Gaule et d'Hispanie. L'Hispanie a été la dernière terre dirigée par une aristocratie dominante provenant des Goths, les Balthes placés à la tête des Wisigoths, comme Léovigild (530-586) Récarède Ier (586-601) , Receswinthe (649-672), etc. Leur Royaume se prolonge jusque vers le début du VIIIe siècle.

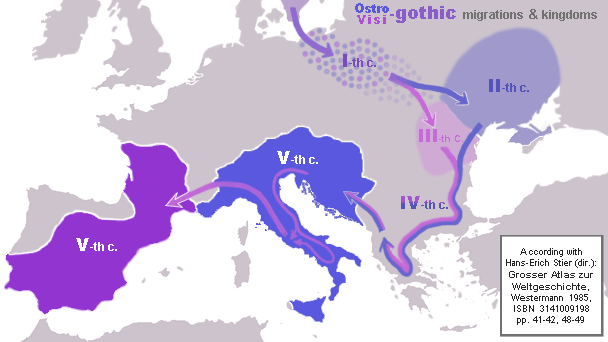
Le périple et les royaumes des Ostrogoths et des Wisigoths en Europe, Ier-Ve siècles.

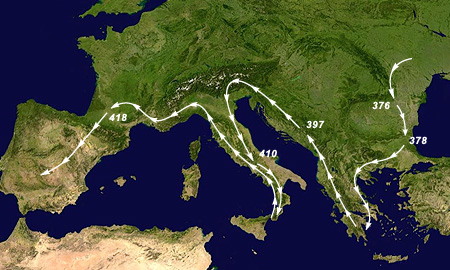
Chronologie du périple des Goths qui laissèrent une postérité non négligeable.

## Sources

### Mythologie et sang divin
Le Reidgotaland tel que cité dans les sagas de la mythologie nordique désigne la terre où ont vécu les Goths. Ces sagas retracent en fait des premières zones de peuplement en Pologne puis en Ukraine lorsque les Goths amorcent leur Völkerwanderung, quittant leurs terres d'origine de Scandinavie. Comme bien des tribus des migrations germaniques, les Goths sont dirigés par des chefs qui se réclament d'une essence divine, reliée au dieu Gaut.

### Chroniques de l'Antiquité tardive: Ammien Marcellin, Cassiodore, Jordanès
Cassiodore avait écrit des chroniques détaillées de l'Histoire des Goths. Cet ouvrage est aujourd'hui perdu. Jordanès en a fourni un résumé en latin, relatant les migrations opérées par le peuple goth depuis son départ de Scandza, notamment dans Getica, chronique rédigée en captivité à Constantinople. Outre la description des trois guerres gothiques successives, le chemin pris par les peuples en déplacement en Europe orientale est évoqué.

Le livre XXXI d'Ammien Marcellin détaille toutes les péripéties précédant la bataille d'Andrinople et la grave défaite de l'Empire romain (378).

### Archéologie
Après avoir identifié les zones de peuplement originelles des Goths, certains de ces royaumes ont été déduits de travaux sur les zones de culture archéologique qui ont été découvertes en terres de France, Espagne, Pologne, Ukraine et de Roumanie. Ce sont les seuls vestiges permettant de retrouver le mode de vie des Goths et d'en tracer la protohistoire avant le contact avec les hordes hunniques et la mémoire consignée par les annalistes des Empires romains avec lesquels ils auront partie liée par la suite.
Recopolis ou Reccopolis (en espagnol : Recópolis) est un site archéologique espagnol wisigotique, situé près du village de Zorita de los Canes, dans la province de Guadalajara en Castille .Recopolis est considéré comme "l'un des sites les plus importants du Moyen Âge car c'est la seule ville nouvelle construite à l'initiative de l'État au début du Haut Moyen Âge en Europe" selon Lauro Olmo Enciso , professeur d'archéologie à l'Universidad de Alcalá  (Espagne).

### Orfèvrerie Wisigothique
L'orfèvrerie connaît un grand essor, notamment avec l'atelier royal d'où sortent croix et couronnes votives qui, comme à Byzance sont suspendues au-dessus des autels, se démarquent les couronnes votives de Réceswinthe vers 670, et Swinthila vers 625, celle de Réceswinthe se trouve au Musée Archéologique National de Madrid tandis que celle de Swinthila fut dérobée dans la nuit du 4 avril 1921 de l'Armurerie du Palais royal en Madrid et n'a jamais pu être retracée,. Parmi les couronnes, en or et en pierres précieuses, la couronne de Réceswinthe est celle qui attire le plus l'attention en raison de son orfèvrerie et de sa beauté avec des lettres qui y sont suspendues, dans lesquelles on peut lire RECCESVINTHVS REX OFFERET (« Le roi Réceswinthe l'a offert »), ces couronnes votives faisaient partie du Trésor de Guarrazar un trésor d'orfèvrerie composé de couronnes et de croix que plusieurs rois de Tolède ont offert en leur temps comme une exaltation. Le trèsor a été exhumé entre 1858 et 1861 sur le site archéologique appelé Huerta de Guarrazar, situé dans la ville de Guadamur, près de Tolède. Actuellement, les pièces sont réparties entre le Musée de Cluny à Paris, l'Armurerie du Palais Royal et le Musée Archéologique National, tous deux à Madrid.

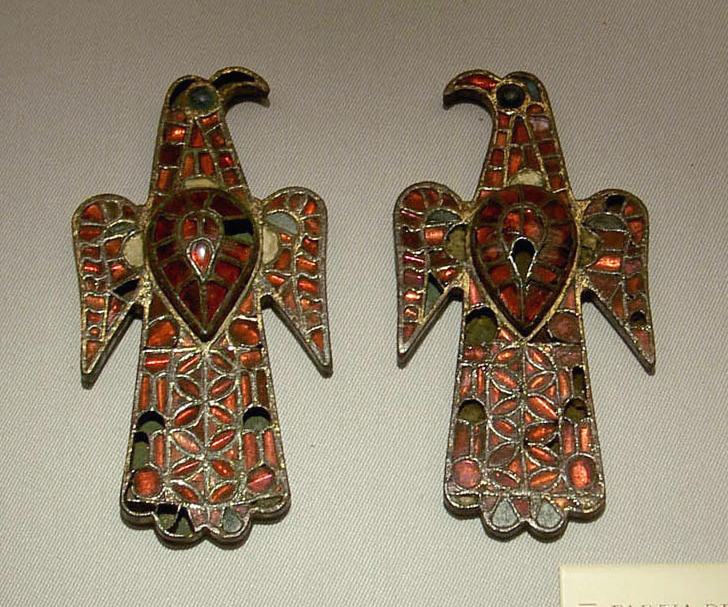
Fibules hispano-wisigothiques, Tierra de Barros- Espagne. Walters Gallery, Baltimore.

Les fibules aquiliformes (en forme d'aigle) qui ont été découvertes dans des nécropoles telles que Duraton, Madrona ou Castiltierra (villes de Ségovie), d'une grande importance archéologique, sont un exemple indubitable de la présence wisigothe en Espagne. Ces fibules étaient utilisées individuellement ou par paires, comme fermoirs ou épingles en or, en bronze et en verre pour joindre les vêtements, montrent le travail des orfèvres de l'Hispanie wisigothe.
Il convient également de noter les boucles de ceinture trouvées en Espagne, des historiens tels que G.G. Koenig, voient , des caractéristiques similaires à la mode danubienne des Ve – VIe siècles, et selon le professeur Michel Kazanski directeur de recherche du Conseil national de la recherche scientifique de France (CNRS), celle-ci s'est développée au nord de la mer Noire vers l'an 400, et les peuples germaniques l'ont ensuite apportée à l'Ouest.

### Architecture Wisigothique
Elle a une stylistique remarquable: l'arc outrepassé (arc en fer à cheval), caractéristique la plus marquante de l'architecture wisigothique. Cette caractéristique sera copiée par les musulmans.

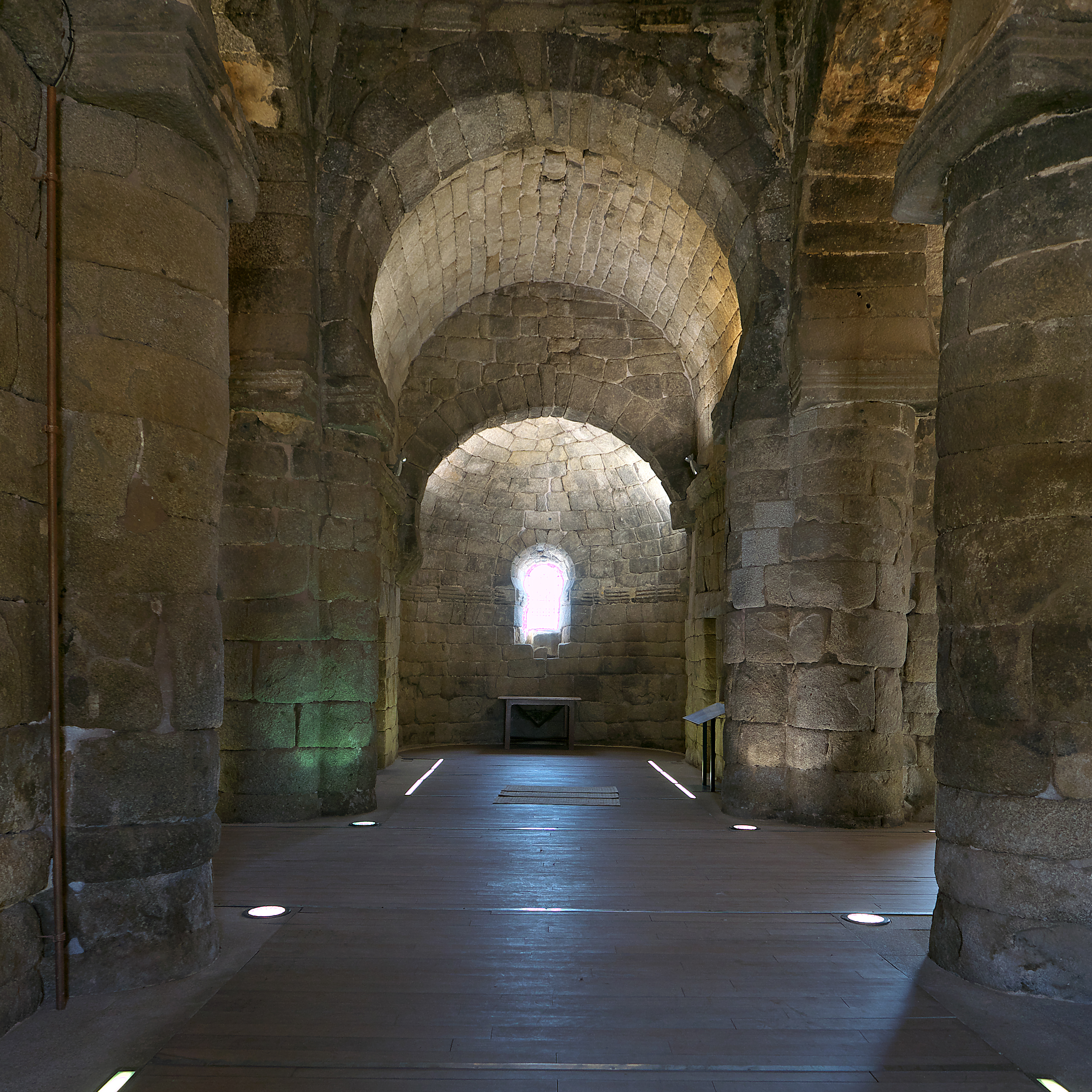
Interieur de l'église wisigothe de Santa Maria de Melque.Espagne.

Le diamètre de l'arc est plus large que l'espace entre les piliers qui le soutiennent
Certains de ces édifices de l'architecture wisigothe sont parvenus jusqu'à nous, à l'instar de l'ermitage de Sainte-Marie de Quintanilla de las Viñas à Burgos, l'église de San Pedro de la Nave, l'église de Santa María de Melque, à San Martín de Montalbán, l'Église Saint-Jean-Baptiste de Baños de Cerrato à Venta de Baños de type basilique latine, les églises de San Martín et de Église Santa Comba de Bande, toutes deux de style plus ou moins byzantin en forme de croix grecque, l'église de Santa Lucía del Trampal à Alcuéscar, la crypte de la cathédrale San Antolín à Palencia, l'église de San Cugat del Vallés, dans la banlieue de Barcelone, bâtie au VIe siècle, et au Portugal, chapelle de São Frutuoso de Montélios près de Braga.

## Description des royaumes
Avertissement concernant les noms propres du haut Moyen Âge
De nombreuses graphies existent pour les noms propres germaniques de cette période : celles-ci sont dues soit aux scribes, soit à l'évolution de la langue durant la période qui s'étend du Ve siècle au VIIIe siècle, soit aux historiographies française et allemande du XIXe siècle.
Si la graphie la plus proche du nom original est préférable, lorsqu'une graphie moderne est d'usage courant – en particulier dans le cas de personnages célèbres – cette dernière est ici privilégiée pour des raisons de cohérence des liens.
Dans ce cas, la forme la plus courante dans l'historiographie française est utilisée en priorité : la forme germanique ou latine est citée entre parenthèses et en italique. Exemple : Clovis (Chlodowech).
- Goths de Scandinavie  :
  - île du Gotland en mer baltique (Gotlander)
  - Götaland en Suède, et les deux provinces d'où les tribus migratrices proviennent d'après la mythologie depuis les textes de Jordanès :
    - la Westrogothie (Västergötland)
    - et l'Ostrogothie (Östergötland)

- Cultures archéologiques en Europe orientale, IIIe siècle :
  - Culture de Willenberg
  - Culture de Tcherniakov[7]
  - Les Goths sont alors au contact de la Dacie et de la Scythie (voir Oium) ; le syncrétisme est tel que les annalistes romains parlent de Traco-Gètes indistinctement, mêlant les Gètes (goths en littérature latine) aux Daces de l'historiographie grecque.

- Après les guerres gothiques et la séparation Tervinges / Greutungen
  - Royaume ostrogoth (disparaît avec la reconquête de l’Italie par les romains (byzantin))
  - Royaume wisigoth de Toulouse (disparaît avec la défaite des Wisigoths face aux Francs menés par Clovis Ier à la bataille de Vouillé en 507.)
  - Royaume wisigoth de Tolède (disparaît avec les conquêtes musulmanes 711). Le royaume wisigoth,  perd pratiquement tout son territoire sauf pour le nord, où un noble wisigoth nommé  Pélage avec les Astures  d'origine celte, qui peuplaient les montagnes, quelques nobles wisigoths et une population wisigothe et Hispano-romaine, fuyant les musulmans se réfugia dans les Asturies et commença la Reconquête (La Reconquista)[8],[9].